# Wapen van Olne

Het wapen van Olne

Het wapen van Olne is het gemeentelijke wapen van de Belgische gemeente Olne. De Luikse gemeente heeft het wapen in 1997 officieel toegekend gekregen.

## Geschiedenis
Gedurende het ancien régime behoorde Olne tot het graafschap Dalhem. Olne gebruikte rond 1462 een zegel met daarop sint Albert. De heilige houdt een kromstaf in zijn rechterhand en in zijn linker een zwaard. De gemeente Olne werd in 1977 overgeslagen bij de gemeentelijke fusies, waardoor de plaats een eigen gemeente is gebleven. De gemeente vroeg in 1996 een wapen aan met daarop alleen de kromstaf en het zwaard van Sint Albert. De officiële toekenning vond op 6 november 1997 plaats, het wapen is sindsdien niet gewijzigd.

## Blazoenering
De beschrijving van het wapen luidt als volgt:
De gueules à une crosse épiscopale, le crosseron contourné, posée en bande et brochant sur une épée de justice, posée en barre la pointe en bas, le tout d'argent.
Van keel een bisschopsstaf, het uiteinde gekruld, de staf geband en geplaatst op een zwaard van gerechtigheid, geplaatst met de punt naar beneden, alles van zilver.
De heraldische kleuren zijn Keel (rood) en zilver (wit). 